# Łuskwiak świerkowy
Łuskwiak świerkowy (Pholiota scamba (Fr.) M.M. Moser) – gatunek grzybów należący do rodziny pierścieniakowatych (Strophariaceae).

## Systematyka i nazewnictwo
Pozycja w klasyfikacji według Index Fungorum: Pholiota, Strophariaceae, Agaricales, Agaricomycetidae, Agaricomycetes, Agaricomycotina, Basidiomycota, Fungi.
Po raz pierwszy takson ten zdiagnozował w 1818 r. Elias Fries nadając mu nazwę Agaricus scambus. Obecną, uznaną przez Index Fungorum nazwę nadał mu w 1951 r. Meinhard Michael Moser.
Synonimy:

- Agaricus scambus Fr. 1818
- Agaricus scambus f. ferruginascens Britzelm. 1883
- Dryophila scamba (Fr.) Kühner & Romagn. 1953
- Flammula scamba (Fr.) Sacc. 1887
- Inocybe scamba (Fr.) P. Karst. 1890
- Paxillus helomorphus f. scambus (Fr.) Quél. 1887
- Paxillus helomorphus var. scambus (Fr.) Quél. 1886
- Paxillus scambus (Fr.) Quél. 1888
- Pholiota scamba (Fr.) M.M. Moser 1953
- Ripartites scambus (Fr.) P. Karst. 1879

Nazwę polską zaproponował Władysław Wojewoda w 2003 r.

## Morfologia
Kapelusz
Średnica 1,5–2 (3) cm, początkowo wypukły bez garbka lub z garbkiem, potem płaskowypukły, na koniec płaski. Powierzchnia gładka, w stanie suchym błyszcząca, blado różowo-cynamonowa, jedwabista, włókienkowata, u młodych owocników lepka, potem sucha. Na brzegu różowo-cynamonowe resztki osłony.
Blaszki
Przyrośnięte z małym ząbkiem,  średnio szerokie, dość gęste,brzuchate, z blaszeczkami (l=1-3), początkowo bladożółte, potem oliwkowo brązowe. Ostrza równe, niektóre rozwidlone z tyłu.
Trzon
Wysokość 1,5–3 cm, grubość 1–3 mm, cylindryczny, często zakrzywiony. Powierzchnia na wierzchołku jasnożółta, poniżej brązowawa i delikatnie łuskowata lub włókienkowata.
Miąższ
Bardzo miękki i wodnisty, chrząstkowy, barwy wodnisto-żółtawej. Zapach słaby, smak łagodny.
Cechy mikroskopowe
Podstawki 18–24 (26) × 7–9 µm, 4–zarodnikowe, maczugowate, w KOH lub odczynniku Melzera hialinowe. Pleurocystydy prawie jajowate, wrzecionowate lub wrzecionowato-wybrzuszone z krótką szyjką i tępym wierzchołkiem, cienkościenne, gładkie, w odczynniku Melzera żółtawe i jednorodne. Cheilocystydy 24–33 × 7–10 µm, ogólnie podobne do pleurocystyd. Kaulocystydy spotykane rzadko w pobliżu wierzchołka trzonu. Mają cienkie i gładkie ściany, w KOH żółtawe, zawartość jednorodna.

## Występowanie i siedlisko
Najliczniejsze jego stanowiska podano w Europie. Ponadto notowany w niektórych rejonach Kanady i USA. W piśmiennictwie naukowym na terenie Polski podano liczne stanowiska.
Saprotrof i słaby pasożyt. Występuje w lasach iglastych, mieszanych i liściastych, szczególnie świerkowych, na pniakach i pniach martwych drzew, ale czasami także na żywych drzewach. Owocniki od maja do listopada.